# Corning (California)
Corning è una città degli Stati Uniti d'America, situata in California, nella contea di Tehama.